# Ángel Otaegui
Ángel Otaegi Etxeberria (1942-1975) fue un militante de ETA político-militar, condenado a muerte durante la dictadura de Francisco Franco en España y ejecutado por fusilamiento.
Otaegi fue ejecutado el 27 de septiembre de 1975 junto con su compañero de militancia Juan Paredes Txiki y los militantes del FRAP José Luis Sánchez Bravo, Ramón García Sanz y Humberto Baena. Estos fusilamientos, las últimas ejecuciones del franquismo poco antes de que el dictador muriera, levantaron una ola de protestas y condenas contra el gobierno de España dentro y fuera del país, tanto a nivel oficial como popular.
Otaegi tenía los alias de Caraquemada y Azpeiti en referencia a la soriasis que padecía y a su pueblo de origen.

## Biografía

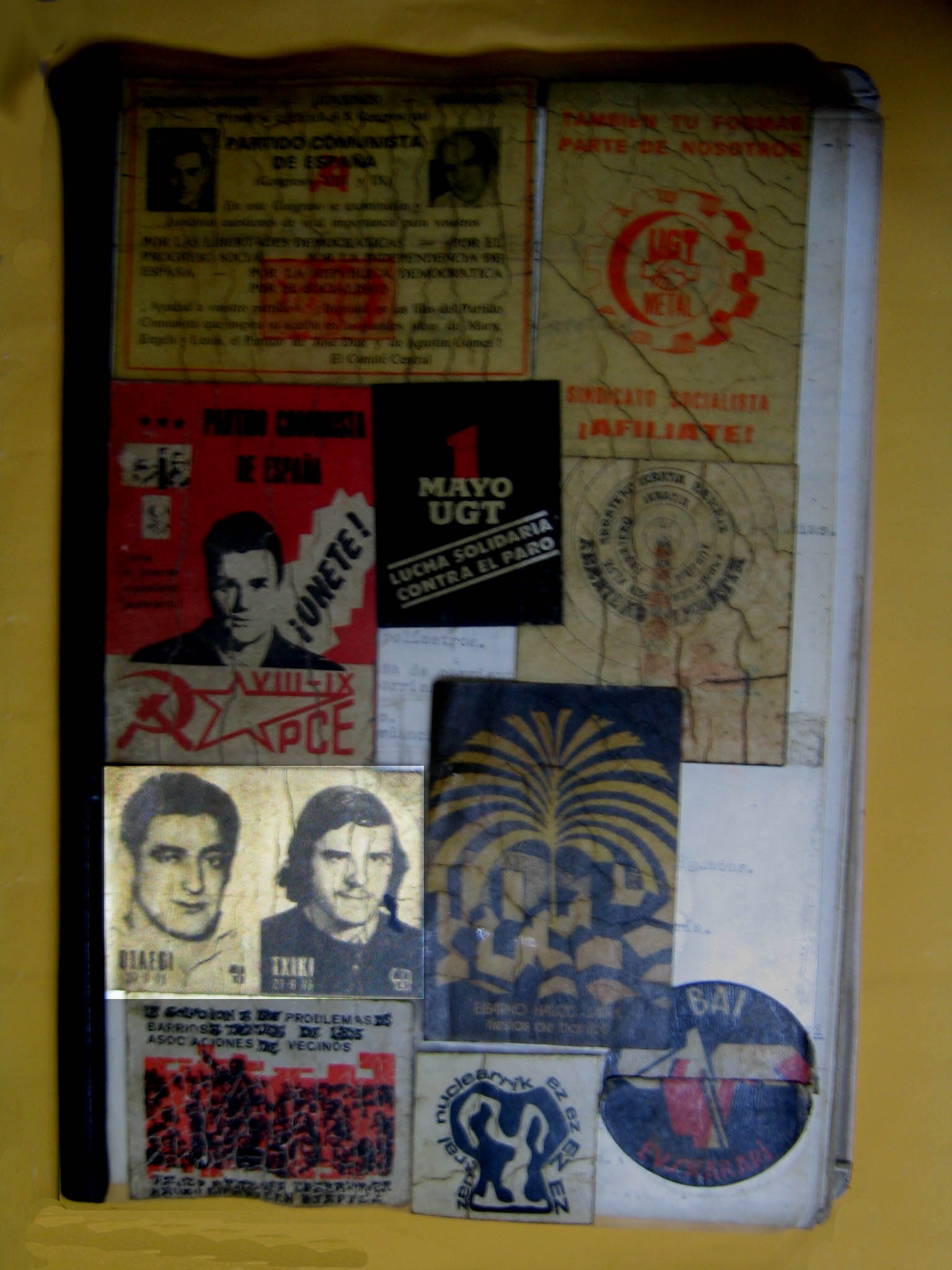
Carpeta con pegatinas, destaca la de Txiki y Otaegi. Otaegi es el de la izquierda de dicha pegatina.

Ángel Otaegi nació en la pequeña población de Nuarbe, en la parte de la misma que pertenece al municipio de Azpeitia, en la provincia de Guipúzcoa, en el País Vasco (España), en enero de 1942. Estudió en las Escuelas Cristianas de Cestona hasta los 13 años, luego pasó al instituto de Azpeitia. Poco después, con 15 años, deja los estudios y entra a trabajar en la empresa Irimo de Zumárraga luego, en Azpeitia, en Sprint y Glual entre otras empresas. Fue aficionado al deporte, participando en fútbol, pelota vasca y ciclismo. Se identificaba mucho con Azpeitia, aun siendo del barrio rural de Nuarbe. También trabajó como pescador en los puertos de Orio y Guetaria.
Con 20 años se relaciona con el entorno de EGI (las juventudes del Partido Nacionalista Vasco). En el periodo que estuvo de pescador se involucró en el Frente Obrero de ETA y ETA (VI Asamblea) pasando después al Frente Militar. Colaboraba con ETA mediante acciones de propaganda e intendencia como repartir octavillas y documentación, buscar alojamiento a un liberado, etc.
El 18 de noviembre de 1974 fue detenido por la Guardia Civil en su domicilio y acusado de participar en el atentado que costó la vida a Gregorio Posadas Zurrón, cabo primero de la Guardia Civil, que tuvo lugar en Azpeitia en la tarde del 3 de abril de ese mismo año. Previamente se había detenido a José Antonio Garmendia el 28 de agosto. Ingresó en prisión en el penal provincial de Martutene y el 15 de mayo de 1975 se le trasladó a la prisión de Burgos.
Se le imputó la participación directa en el atentado junto a José Antonio Garmendia Artola y Francisco Javier Aya Zulaica, contando con la colaboración en la huida de Félix Eguía Inchaurraga. A Otaegi se le acusó de facilitar la información sobre la víctima.
El 25 de abril de 1975, un día después de la declaración del estado de excepción en el País Vasco, el Fiscal Militar de la Capitanía de Burgos despacha la petición de pena de muerte contra José Antonio Garmendia y Ángel Otaegi. En junio se realizan movilizaciones, el 11 de junio se convoca una huelga general en todo el País Vasco contra la petición de pena de muerte.
Fue juzgado en un consejo de guerra que se celebró en el Regimiento de Artillería de Campaña número 63, en Castillo del Val (Burgos) el 29 de agosto de 1975 y se le condenó como culpable de participación directa en el atentado que costó la vida a Gregorio Posadas y condenado a muerte. La condena a muerte fue ratificada en el Consejo de Ministros presidido por Francisco Franco, junto a las de su compañero de militancia Juan Paredes "Txiki" y los militantes del FRAP José Luis Sánchez Bravo, Ramón García Sanz y Humberto Baena.
Otaegi fue ejecutado a primera hora de la mañana del 27 de septiembre de 1975, siendo uno de los últimos condenados y ejecutados del régimen franquista y de la Historia de España. 
La familia recibió permiso para retirar el cuerpo a las 10 de la mañana y a las 5 de la tarde el cadáver partía hacia su localidad natal para darle sepultura. A las 9 de la noche llegó el coche fúnebre escoltado por 5 coches de policía a Nuarbe, donde más de 2.000 personas intentaban asistir al entierro con el cementerio y el barrio tomados por la Guardia Civil. Solo los familiares tenían permiso para estar en el cementerio, aunque muchos entraron al recinto pasando por los montes después de estar toda la tarde esperando. En San Sebastián se celebraron los funerales en la catedral del Buen Pastor, donde también las fuerzas policiales impidieron la participación popular en los mismos.
Las ejecuciones dieron paso a una ola mundial de protestas y a actos de afirmación del régimen.

## El juicio
Ángel Otaegi es detenido el 18 de noviembre de 1974 e ingresa en la prisión provincial de Guipúzcoa de Martutene donde permaneció hasta el 15 de mayo de 1975 cuando es trasladado a la prisión de Burgos. El 27 de abril de ese año el fiscal militar de la Capitanía de Burgos pide pena de muerte para él.
El abogado guipuzcoano Pedro Ruiz Balerdi se encarga de su defensa y el 12 de julio de 1975 presenta el escrito de conclusiones de la defensa en el Juzgado militar de San Sebastián. En ese escrito se rechazan los hechos de la acusación, aunque se reconoce que Otaegi había prestado cobijo a dos jóvenes que no conocía el 30 de marzo de 1974. En ese mismo escrito de la defensa se reconoce que a Otaegi el día 1 de abril en la sociedad "Arauntza" le preguntaron si sabía qué coche y qué matrícula tenía el número de la Guardia Civil Gregorio Posadas, a lo que él respondió que sabía que era un coche marca "SEAT" pero que desconocía más detalles del mismo. El coche pasó por delante del establecimiento y Otaegi lo señaló. Otaegi se enteró por un amigo el 3 de abril que los jóvenes habían dejado la casa y poco después del atentado contra el cabo de la Guardia Civil. El informe de la defensa concluye que Ángel Otaegi no participó en el atentado contra el agente de la Guardia Civil ni sabía que los jóvenes que alojó pudieran estar relacionados con ese hecho, por lo que pedía la libre absolución.
La defensa de Garmendia, su abogado defensor era Juan María Bandrés, y de Otaegi piden que se realicen varias pruebas, de las cuales el Juzgado Militar acepta algunas y rechaza otras. Acepta los documentos presentados que avalan el estado de salud de Garmendia, herido en la cabeza en la detención, admitiendo que médicos psiquiatras militares lo examinen. También acepta que testigos de Azpeitia y Otaegi identifiquen a Garmendia entre un grupo de personas, presos del propio penal, así como un careo entre Otaegi y Garmendia y una inspección a la sociedad "Arauntza". Juan María Bandrés participa en la defensa de Otaegi junto a Pedro Ruiz.
El 23 de agosto la Capitanía General de la IV Región Militar hace pública la celebración del Consejo de Guerra en el acuartelamiento del Regimiento de Artillería número 63 en el castillo del Val situado a 12 km de la ciudad de Burgos, contra Ángel Otaegi y Jose Antonino Garmendia.
El Consejo de Guerra se realizó en una sala de unos 100 metros cuadrados con muy escaso sitio para los asistentes, de tal forma que los familiares de los juzgados no pudieron asistir al mismo. Desde las seis de la mañana unas 80 personas hacían cola para entrar al juicio, de las que solo pudieron entrar unos 30, por lo que unas cincuenta personas, entre las que se encontraban familiares y allegados de los encausados, no pudieron acceder a la vista. Estuvieron presentes en la sala los componentes del Consejo, el fiscal y defensores, los procesados y 8 policías que los vigilaban, 10 periodistas acreditados, 6 abogados togados y 10 miembros de la policía gubernativa y 26 personas como público. El Consejo de Guerra duró 14 horas.
Algunos organismos internacionales mandaron delegados como observadores, algunos fueron Georges Impesp, de la Liga Belga para la defensa de los Derechos del Hombre y de la Asociación de Juristas Demócratas de Bélgica, Martin Achad, de la Comisión Internacional de Juristas, Kurt Madlein y Mme Zieglier, de la Federación Internacional de Derechos del Hombre, pero no pudieron estar presentes en la vista.

### La vista de la causa
El Consejo de Guerra quedó constituido por el presidente, seis vocales, el comandante fiscal y los dos abogados defensores además de los dos encausados. La causa era la 74/74 sobre la muerte del cabo primero de la Guardia Civil Gregorio Posadas solicitando pena de muerte para los dos encausados. Estaba presidido por el coronel de artillería José Urtubia Ramírez, jefe del Regimiento de Artillería de Campaña número 46 de Logroño. El fiscal era el comandante Carlos Granados Mezquita.
El juez instructor fue José Lasanta Martínez que procedió durante 35 minutos (otras fuentes señalan 60 minutos) a la lectura del apuntamiento. Luego se leyeron las declaraciones de los encausados ante la policía y en el juzgado y manifestaciones de testigos. A las 11:20 de la mañana se decreta un descanso de 30 minutos.
El abogado de Otaegi, Pedro Ruiz, interrogó a su defendido que reconoció que era miembro de ETA desde hacía 5 años aunque sus misiones se habían limitado a repartir propaganda y que no había tenido nunca relación con armas y que desconocía las intenciones que los que había alojado en un piso podrían tener, reconoció que recibió el encargo de vigilar a Gregorio Posadas y de buscar alojamiento a dos personas. Otaegi afirmó que conoció a Garmendia en la prisión de Burgos. El fiscal afirmó la coautoria de Otaegi y pidió pena de muerte para ambos procesados.
Buena parte de la vista se refirió a Garmendia y sus circunstancias personales derivadas de las graves heridas sufridas en su detención, tanto el fiscal como el abogado defensor renunciaron al interrogatorio de Garmendia. Los médicos militares Gregorio Cabarzana y Manuel Sánchez Dueñas, jefe del servicio de psiquiatría del hospital militar de Burgos y comandante médico de la Capitanía General, respectivamente, que realizaron pruebas periciales, afirmaron que a Garmendia no se le podía considerar como totalmente demente. El médico que operó al procesado, Arrazola, afirmó que se le había realizado una lobotomía y que había estado 48 horas en estado de descelebración y 15 en coma. Los testigos oculares del atentado no reconocieron a Garmendia como autor del mismo.
El fiscal en su informe afirma que Oataegi había recibido órdenes de vigilar al número de la Guardia Civil y pasar dicha información y buscar alojamiento para dos personas, que resultaron ser José Antonio Garmendia y Artola y Francisco Javier Ayazulaica. Que fueron quienes el 3 de abril a las seis de la tarde ametrallaron a Gregorio Posadas en su coche, huyendo, seguidamente en una motos Vespa a la vecina localidad de Cestona. 
La defensa de Otaegi se centró en que el mismo no era el autor del asesinato. La acusación afirmaba que Otaegi fue el encargado de seguir al Guardia Civil para recabar información sobre el mismo y de organizar el alojamiento de las personas que lo ametrallaron. El fiscal afirma que esos hechos le hacen coautor del asesinato al ser los mismos imprescindibles para su cometido. Pero el procesamiento de Otaegi es como cómplice.
También afirma la defensa que el encausado no tuvo que realizar ninguna investigación especial ya que el asesinado pasaba todos los días por delante de la sociedad "Arauntza" y todos los vecinos, Otaegi que era socio incluido, conocían su coche. El abogado defensor expresó que en las declaraciones de Ángel Otaegi quedaba claro que en ningún momento sabía que destino tenía la información que facilitó Ruiz Balerdi afirmó que Otaegi no había sido cómplice, sino pre-cómplice y que la complicidad no tenía carácter necesario sino de utilidad.. También señaló que la correlación de la pena pedida con el delito que se juzgaba no era en ningún caso respetada. Concluyó con la petición de absolución y que en el caso de que algún punto no estuviera claro que se aplicara el principio jurídico in dubio pro reo.
El Consejo de Guerra terminó con la concesión de la palabra a los procesados que expresaron estar de acuerdo con lo expuesto por sus abogados sin tener nada más que añadir. A la una y media de la tarde se levantó la sesión y el Consejo se reunió a puerta cerrada a deliberar.

### La sentencia
El sábado 30 de agosto se hace pública la sentencia que es muy exenta, detallada y prolija, como la propia nota de prensa de la Capitanía General señala. En ella se afirma que ETA ordenó el atentado contra el cabo primero de la Guardia Civil Gregorio Posadas a cinco de sus militantes y cada uno de ellos tenía unas funciones asignadas. 
La sentencia afirma que Ángel Otaegi tenía la función de preparar minuciosamente el atentado, por ello busca a alojamiento a los ejecutores directos del mismo, Garméndia y otro que no está en este juicio. Comunica a los ejecutores materiales quien es la persona contra la que deben atentar, cual es su vehículo y cuales son sus costumbres, todos los datos precisos para que pudieran llevar a cabo con éxito el atentado. El Consejo aprecia en ambos encausados los agravantes de alevosía, premeditación y ejecución del hecho por dos o más personas. El fallo, además de otras condenas por delitos menores, impone por delito de terrorismo la pena de muerte para ambos procesados.
El fallo es elevado al Consejo Supremo de Justicia Militar para su conocimiento y aprobación. Los abogados tienen tres días para presentar alegaciones.

### Protestas populares
Ante el juicio y las condenas se realizan una serie de protestas por toda la geografía española, aunque tiene una repercusión mayor en el País Vasco.
En el País Vasco se convocaron huelgas y manifestaciones a partir del día 28 de agosto. Ya en la tarde del día 27 se comienzan a realizar asambleas en los centros de trabajo que van convocando huelga y la misma se extiende por Guipúzcoa y Vizcaya. En Álava y Navarra se hacen huelgas pero menos extensas. El día 28 de agosto se estima que entre Guipúzcoa y Vizcaya hay más de 125.000 huelguistas y hay bares y comercios cerrados en todas las localidades. Entre el 26 y el 28 de agosto se realizan manifestaciones en numerosas localidades, produciéndose 5 heridos de bala. 
En Madrid y en diversas localidades de Cataluña se realizan manifestaciones y asambleas llegando a parar algunas empresas. También se extienden las protestas por Asturias, Galicia, Castilla...
A principios de septiembre, con el final de las vacaciones y la llegada de los que estaban disfrutando de las mismas se incrementan las protestas, que se hacen casi continuas. También se realizan protestas en Francia, en Portugal y en otros países europeos.
El Consejo de Ministros que debe ratificar las condenas a muerte se reúne los días 11 y 12. En Guipúzcoa la huelga es prácticamente total, en Vizcaya muy extendida, en Navarra hay varios paros mientras que en Álava la repercusión es menor.

## La ejecución
En el Consejo de Ministros del día 26 de septiembre se ratifican las penas de muerte impuestas, conmutando la de Garmendia por cadena perpetua. Se pide el indulto, que es denegado. Así se lo comunican a las 9 de la noche de ese mismo día a su abogado.
La madre de Otaegi llegó a la cárcel a las dos de la madrugada, se despidió de su hijo delante de los guardias. Ángel Otaegi quedó acompañado por dos capellanes, uno de la Cruz Roja y otro de la cárcel. Habló con ellos y les dijo que no quería funerales católicos pues consideraba que la Iglesia católica en España era fascista.
A la mañana, Otaegi fue conducido hasta la huerta del centro penitenciario. A las ocho de la mañana le ametrallaron. Llevaron el cuerpo al garaje, donde permaneció hasta ser metido en el ataúd.
La familia de Ángel Otaegi permaneció en las cercanías de la prisión hasta que a las ocho y media se les dejó pasar y les informaron de la ejecución. El forense les informa de que tiene 6 impactos de bala y tienen que ir a una funeraria para que se hiciera cargo del traslado hasta Azpeitia.
Les indican que mantengan la mayor discreción posible. La funeraria se retrasa en las gestiones hasta que a las cuatro de la tarde pudieron salir hacia Nuarbe. La familia siguió al furgón fúnebre, pero tres coches policiales se metieron entre este y los de la comitiva, separando la misma. El coche fúnebre siguió camino, pero dio un gran rodeo por Navarra llegando mucho más tarde que los familiares al cementerio. La familia llegó a las siete menos cuarto mientras que el coche fúnebre llegó a las diez de la noche. El cadáver fue enterrado en la oscuridad.

## Reacciones de protesta
Cuando el viernes 26 de septiembre, el Consejo de Ministros, por unanimidad y siguiendo las directrices de Francisco Franco, aprueba el fusilamiento de cinco de los once condenados a pena de muerte, se produce una inmensa conmoción. Franco había hecho oídos sordos a todas las peticiones de clemencia que le habían llegado, desde el Papa Pablo VI, hasta su propio hermano Nicolás Franco, pasando por el primer ministro sueco, Olof Palme y el presidente de México, Luis Echeverría Álvarez. Los titulares de la prensa española proclamaban la generosidad del régimen por haber indultado a seis de los once condenados. Bajo el título Hubo clemencia, la prensa se plegaba a las consignas del régimen sin que se oyera una palabra disonante.
En el País Vasco se decretaba una Huelga General en pleno Estado de Excepción y que era seguida, mayoritariamente, por las diferentes ciudades españolas. Se multiplicaban los paros, las protestas, en todo el mundo. El clamor contra las ejecuciones no cesaba.
Las irregularidades de los procesos realizados, ya habían sido denunciadas por el abogado suizo Chistian Grobet, que había asistido como observador judicial al consejo de guerra de Txiki en nombre de la Federación Internacional de Derechos del Hombre y de la Liga Suiza de Derechos del Hombre, en cuyo informe del 12 de septiembre dice: 

jamás el abajo firmante, desde que sigue los procesos políticos en España, ha tenido una impresión tan clara de asistir a un tal simulacro de proceso, en definitiva a una siniestra farsa, si pensamos un momento en el porvenir que les aguarda a los acusados

El presidente mexicano Luis Echeverría, pide la expulsión de España de las Naciones Unidas. Doce países occidentales retiran sus embajadores de Madrid. Las embajadas españolas de diversas ciudades, son atacadas por los manifestantes que incendian la de Lisboa ante la pasividad de la policía.

### La respuesta del gobierno
La respuesta del régimen, es la convocatoria de una manifestación de adhesión en la madrileña plaza de Oriente, manifestación preparada por el teniente coronel José Ignacio San Martín, en la que Francisco Franco, físicamente muy debilitado, acompañado y respaldado públicamente por el entonces príncipe Juan Carlos de Borbón, proclama: 

Todo lo que en España y Europa se ha armado obedece a una conspiración masónico-izquierdista, en contubernio con la subversión comunista-terrorista en lo social, que si a nosotros nos honra, a ellos les envilece.

 Esta fue la última aparición pública del dictador.

### En el País Vasco
El sábado 27 de septiembre, se da comienzo a una huelga general de tres días de duración. Se estima que pararon más de 200.000 trabajadores. Era la tercera huelga general que se convocaba ese septiembre y ya había habido otras protestas en agosto. Aun estando declarado el estado de excepción en Vizcaya y Guipúzcoa, los talleres y fábricas paran, se cierran los comercios y bares, hasta los barcos de pesca se quedan en puerto. Se realizan manifestaciones en todas las poblaciones importantes, que son reprimidas con violencia por la Policía Armada y la Guardia Civil llegándose a utilizar fuego real. Se realizan funerales en casi todas las poblaciones vascas, en San Sebastián se convoca un funeral para el día 30 a las 19:00 en la catedral del Buen Pastor cooficiado por el Obispo Monseñor José María Setién y otros 30 sacerdotes, pero no se puede celebrar, por estar tomada la plaza y el templo, por la policía. Aun así, se concentra una gran cantidad de personas y los disturbios duran hasta bien entrada la noche. Durante éstos, se producen disparos de bala y un niño es herido. Los disparos de fuego real son comunes en la represión de las manifestaciones.
Los tres días de huelga general se convierten en tres días de protestas generalizadas en las calles de los pueblos y ciudades del País Vasco. La respuesta del gobierno fue el tomar las poblaciones con Policía Armada y Guardia Civil, pero aun así, los disturbios son generalizados en las tres provincias vascas y en Navarra.

### Resto de España
En el resto de España, las protestas son mucho menores. En Barcelona se hicieron diferentes manifestaciones que fueron reprimidas por la policía. Hay protestas en algunas ciudades, pero se logra mantener el orden. 
En un hotel madrileño Yves Montand y Costa Gavras presentan un manifiesto contra las condenas apoyado por varias figuras culturales relevantes entre los que se encontraban Jean Paul Sartre, Louis Aragon y André Malraux. Los cineastas fueron expulsados de España.

### En el mundo
La reacción internacional es fuerte, tanto a nivel gubernamental como popular. Los países de la Comunidad Económica Europea piden el indulto de los condenados (expresado en Londres por el embajador italiano), lo mismo que la Santa Sede y las Naciones Unidas. Hay protestas populares casi en todas las ciudades importantes y capitales. Se llega a asaltar o intentar asaltar las embajadas y consulados españoles y se boicotean los intereses de España en algunos lugares como en Francia. 
Algunos gobiernos, como el de Noruega, Reino Unido y Holanda, llaman a su embajador en Madrid. En Copenhague, la Alianza Atlántica, aprueba una moción de protesta contra las condenas y exhorta a los países miembros que no hagan nada que pueda favorecer el ingreso de España en ese organismo.
El presidente de México expulsa al embajador español, solicita que España sea expulsada de la ONU y suspende las relaciones diplomáticas con España. Las protestas se extienden por todos los países, tanto "occidentales" como "orientales". Son numerosas las manifestaciones y actos de protesta con grandes disturbios.

## Reconocimiento como víctimas reconocida de violencia política
El 19 de noviembre de 2012 la comisión creada para la evaluación de las víctimas de violencia policial y de origen político entre los años 1960 y 1978 creada por el Parlamento y el Gobierno Vasco reconoce a los terroristas Txiki y a Ángel Otaegi como víctimas de violación de los derechos humanos y sufrimientos injustos por la violencia de motivación política al considerar que en consejo de guerra en el que fueron condenados a muerte se vulneró su derecho a un juicio también las víctimas de sus actos, miembros de las Fuerzas y Cuerpos de Seguridad del Estado, obtendrían reconocimiento efectivo como víctimas del terrorismo de la perversa banda ETA.

## Situación política y social en aquel periodo

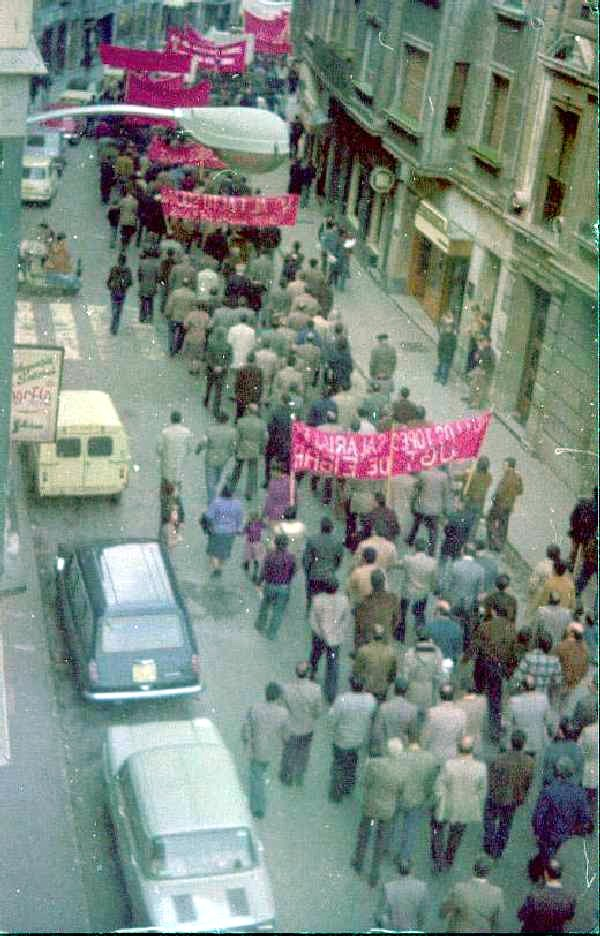
Manifestación del Primero de Mayo en Éibar, Guipúzcoa País Vasco (España) (año 1978).

En 1975 se agudiza algo que se venía sintiendo desde hacía algún tiempo, la proximidad del fin de la dictadura franquista debido a la muerte de Francisco Franco. Las dictaduras vecinas, como la de Salazar en Portugal o la de los de los coroneles griegos, han caído y Franco se ve viejo y enfermo.
Mientras que en Cataluña la oposición al régimen ha logrado constituir un órgano unitario, la Asamblea de Catalunya, en el resto de España no ha podido lograr una coordinación entre ellos. En Euskadi la diversidad es todavía mayor.
El continuismo del gobierno de Arias Navarro, hace que las fuerzas políticas opositoras manifiesten claramente una ruptura con el Régimen. Esta ruptura podría estar acompañada con una ruptura del Estado (territorial). El Partido Comunista de España se define por el mantenimiento de la continuidad del Estado, con una ruptura total con el Régimen. Esta postura irá ganando adeptos entre los demás partidos de la oposición, a excepción de los nacionalistas vascos comenzando una separación entre ellos. Esta situación quedaría evidenciada en los estatutos de la Junta Democrática de España, donde en el punto 9 dice: 

La Junta propugna: el reconocimiento, bajo la unidad del Estado español, la personalidad política de los pueblos catalán, vasco y de las comunidades regionales que lo decidan democráticamente.

 Esto, en abierta contraposición con las tesis mantenida por el propio PCE, impulsor de la Junta Democrática, poco tiempo antes en donde propugnaban el derecho de las nacionalidades existente en España a la autodeterminación tal y como se recogía en el informe España, Estado multinacional de 1970.  El PSOE, que junto con el PNV forma parte del Gobierno Vasco en el exilio, apuesta desde este por la creación de una unión nacional vasca y a nivel estatal crea, en contraposición con el PCE, la Conferencia Democrática que pronto será la Plataforma de Convergencia Democrática que también ve con buenos ojos el PNV. ETA(pm) y ETA(m) no aceptan ni una propuesta ni la otra.
El atentado que costó la vida a Carrero Blanco en diciembre de 1973, no solo cambió los planes de la jerarquía Franquista, sino que fue un hito significativo en la organización ETA. Al año siguiente, 1974, sería el año de la más importante escisión de la organización. En realidad, la base de la conformación del área nacionalista en una nueva etapa que se veía próxima.
Los debates que se desarrollaban en ese periodo dentro de la organización y su entorno, no cuestionaban ideologías, ni nacionalistas ni sociales, sino estructuras organizativas. El cuestionamiento de la "estructuración por frentes" y su intento de sustitución, daría como resultado las escisiones. De las múltiples escisiones que se produjeron en ese periodo, la de ETA militar (ETA-m) y ETA político militar (ETA-pm) es la más importante. La estructura de frentes va dejando paso a una estructura en el que se separan las bases de la actividad armada, aunque todo se mantiene coordinado por unos únicos responsables. Esta es la estructura que se denominará político militar. La oposición a esta estructura organizativa, se da en el "Frente Obrero" (el de masas) y, también, en el "Frente Militar".
En los esfuerzos de unificar las fuerzas dispersas de los nacionalistas de izquierda, se desarrolló un programa de máximos, mientras que para unificar al resto de fuerzas, se realiza un programa de mínimos, el que más tarde se transformaría en la Alternativa KAS.
Las movilizaciones obreras también son importantes. Nace Comisiones Obreras de Euskadi y de ella, la Coordinadora Obrera Nacional de Euskadi, la CONE (basada en la línea del PC) y luego, volviéndose a reorganizar forman la CECO (Coordinadora de Euskadi de Comisiones Obreras) aún con divergencias en las propuestas políticas. La UGT se centra en la reivindicación de la libertad sindical y ELA, en su consolidación interna, no participa en las grandes huelgas de los años 1974 y 1975 que detienen a las más importantes empresas del País Vasco. También reaparece la anarcosindical CNT, con fuerza en algunos lugares como Vitoria.
Las diversas organizaciones políticas y sindicales realizan llamamientos a huelgas generales en diciembre de 1974 que son seguidas por los trabajadores. ETA pm, comienza a converger con diversas organizaciones no independentistas mientras que ETA m se mantiene inamovible.
El plan de nuclearización de la Costa Vasca (se proponía construir cuatro centrales nucleares a lo largo de la costa de Vizcaya y Guipúzcoa), es ampliamente rechazado por la sociedad vasca, que se moviliza en amplias protestas a las que se suma la acción armada de ETA.
En abril de 1975 se declara el Estado de Excepción en las provincias vascas (durará hasta el 25 de julio) al amparo del mismo la represión aumenta y se extiende hasta la muerte de Franco. ETA da un salto cualitativo en cuanto a las víctimas de sus atentados, llegando a 16 asesinatos en 1975 (muy superior a los habidos el año anterior si se descuentan las del atentado contra la cafetería Rolando). En mayo de 1975 se presenta el sindicato LAB, (impulsado casi en solitario por ETA pm) y poco después, en junio, se producen las elecciones sindicales con discrepancia en los planteamientos de las fuerzas sindicales (entre el boicot y la participación).
ETA pm sufre las consecuencias de su doble ser en una gran pérdida de militantes (ya sea detenidos o huidos), ETA m critica esa estructura organizativa que considera demasiado abierta para el desarrollo de una acción armada eficaz y va tomando relevancia en la presencia armada.
El 26 de agosto se aprueba el decreto antiterrorista, que aumenta las penas a su grado máximo, permite los registros sin orden judicial e incluso llega a hacer posible expulsar a los abogados defensores de los juicios. 
Los juicios contra Garmendia y Otaegi fuerzan, por la necesidad de coordinar las acciones de protesta, la creación de KAS (Kordinadora Abertzale Sozialista) en el seno de la cual se producen diferentes fricciones entre las fuerzas que la componen.

### La inmigración
El desarrollo industrial del País Vasco conllevó una inmigración muy alta. En 1970, la población residente nacida en el País Vasco era de 1.600.000 personas, mientas que la nacida fuera del mismo era de 700.000 ciudadanos procedentes, en su mayoría, de regiones rurales de España. Esta llegada de ciudadanos de origen diferente al autóctono, hizo variar la composición social vasca sensiblemente. Variación que también ha tenido su reflejo en el ámbito cultural y lingüístico.
El establecimiento de la emigración en los lugares más humildes de los pueblos, como pertenecientes a una clase social desfavorecida en contraposición a la población autóctona más favorecida económicamente (eran los patrones de la fábricas en donde trabajaban los emigrantes), dio pie a la creación de la teoría de las "dos comunidades". La existencia de trabajadores procedentes del propio país, que mantenían un nivel de vida muy similar al del emigrado (una vez asentado éste), la identificación de algunos emigrantes con la cultura vasca, aún sin perder sus propias raíces, y la integración social y cultural que sus hijos hacen, lleva a la hipótesis contraria.
En 1974, el 66% de los emigrantes en Euskadi se consideraban pertenecientes a la clase trabajadora, mientras que entre los autóctonos esa consideración era del 56%. Diferencias similares se daban cuando se analizaba la ocupación de los puestos laborales menos cualificados.